# Florin Gardoș
Florin Gardoș (Satu Mare, Rumanía, 29 de octubre de 1988) es un exfutbolista rumano que jugaba de defensa.

## Carrera futbolística

### Steaua Bucarest
El 17 de junio de 2010 fue fichado por el FC Steaua Bucarest. El 16 de agosto de 2010 hizo su debut para el FC Steaua Bucarest en la Liga I contra el Victoria Brănești.

## Clubes
| Club                            | País       | Año       |
| ------------------------------- | ---------- | --------- |
| C. S. Concordia Chajna          | Rumania    | 2006-2010 |
| Steaua de Bucarest              | Rumania    | 2010-2014 |
| Southampton F. C.               | Inglaterra | 2014-2018 |
| C. S. Universitatea Craiova     | Rumania    | 2018-2020 |
| F. C. Politehnica Iași (cedido) | Rumania    | 2019      |
| F. C. Academica Clinceni        | Rumania    | 2020-2022 |

## Palmarés

### Títulos nacionales
| Título               | Club                        | País    | Año  |
| -------------------- | --------------------------- | ------- | ---- |
| Copa de Rumania      | Steaua de Bucarest          | Rumania | 2011 |
| Liga I               | Steaua de Bucarest          | Rumania | 2013 |
| Supercopa de Rumania | Steaua de Bucarest          | Rumania | 2013 |
| Liga I               | Steaua de Bucarest          | Rumania | 2014 |
| Copa de Rumania      | C. S. Universitatea Craiova | Rumania | 2018 |